# Hydda (bostad)

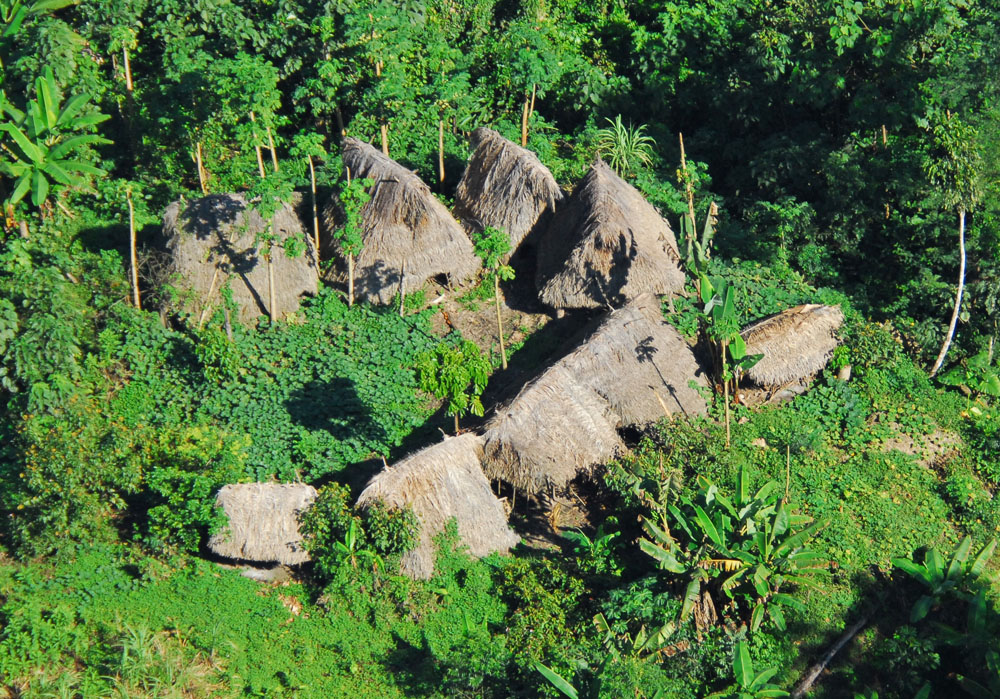
Hyddor i Acre, Brasilien.

Hydda är en primitiv bostad där tak och väggar bildar en enhet till skillnad från hus (tält däremot kan ha både hus- och hyddform). Två utvecklingslinjer har förekommit, den runda hyddformen och den fyrkantiga.
Kupolhyddor är typiska för flera ursprungsbefolkningar, som pygméer, aboriginer och eldsländare. Den byggs av böjliga pinnar som täcks med blad eller gräs. Inuiternas snöhydda, igloo, byggd av snöblock i allt mer lutande ringar som till slut bildar ett valv, är en speciell form av kupolhydda.
Hos bland annat khoikhoi och vissa indianstammar förekommer kupolhyddan som tält och är då täckt med stråmattor, bark eller hudar. En annan typ av rundhydda är den kägelformade, där man istället använt styva pinnar eller stänger. Den är vanlig som tält över hela det norra barrskogsområdet.
Den vanligaste formen av fyrkantig hydda är det enkla vindskyddet av grenar, blad och gräs, stött mot ett par stolpar. En utveckling av denna är till exempel grönländarnas skinntält där tältduken har slutits om träställningar. På andra håll lutade man två vindskydd mot varandra, vilket gav en övergång till den riktiga takåshyddan. 
Även i Sverige har in i vår egen tid hyddor använts som tillfälliga bostäder, till exempel kolarkojor, eller i speciella funktioner som de så kallade ”kokskålarna”. Även samernas kåtor är en sorts kägelformade hyddor.